# Dicranomyia (Dicranomyia) conulifera
Dicranomyia (Dicranomyia) conulifera is een tweevleugelige uit de familie steltmuggen (Limoniidae). De soort komt voor in het Australaziatisch gebied.